# Узкий коридор
Узкий коридор (англ. The Narrow Corridor: States, Societies, and the Fate of Liberty) — научно-популярная книга Дарона Аджемоглу и Джеймса Робинсона, изданная в 2019 году на английском языке в издательстве Penguin Publishing Group, посвящена вопросам политологии и свободы личности. На русский язык была переведена и издана в 2021 году.

## Содержание
Авторы книги профессор Массачусетского технологического института, политолог — Дарон Аджемоглу и его соратник, экономист из Чикагского университета — Джеймс Робинсон. Оба ученых уже работали вместе, и являются авторами совместной книги «Почему одни страны богатые, а другие бедные». В труде «Узкий коридор» они исследуют, как одни страны развиваются и обеспечивают свободу гражданам, а другие впадают в деспотизм или беззаконие.
Авторы пытаются ответить на вопрос: Откуда берутся демократические государства с существенной личной свободой? На протяжении многих лет многие политические теории делали упор на тот или иной конкретный фактор, включая культуру, климат, географию, технологии или социально-экономические обстоятельства, такие как развитие мощного среднего класса.
Аджемоглу и Робинсон придерживается иного мнения, считая что политическая свобода возникает в результате социальной борьбы. Они настаивают на том, что нет универсального шаблона для свободы — нет условий, которые обязательно порождают её, и нет разворачивающейся исторической прогрессии, которая неизбежно ведет к ней. Свобода не создается и не передается элитами, и нет никакой гарантии, что свобода останется в неприкосновенности, даже если она закреплена в законе. Истинная демократия и свобода возникают не благодаря системе сдержек и противовесов или продуманному институциональному дизайну, они возникают и поддерживаются в гораздо более запутанном процессе мобилизации общества, защиты людьми своих собственных свобод и активного установления ограничений на навязывание им правил и моделей поведения.
По мнению авторов, либерально-демократические государства существуют между альтернативами беззакония и авторитаризма. Государство необходимо для защиты людей от господства других членов общества, но оно также может стать инструментом насилия и репрессий. Когда социальные группы оспаривают государственную власть и используют её для помощи простым гражданам, свобода расширяется.
Именно конфликт между государством и обществом, в котором государство представлено элитными институтами и политическими лидерами, создает узкий коридор, в котором процветает свобода. Необходимо, чтобы этот конфликт был сбалансирован. Дисбаланс вреден для свободы. Если общество слишком слабое, это ведет к деспотизму. Но с другой стороны, если общество слишком сильное, это приводит к слабым государствам, которые не в состоянии защитить своих граждан.
Авторский дуэт дает определение свободы, она «должна начинаться с того, что люди должны быть свободны от насилия, запугивания и других унизительных действий. Люди должны иметь возможность делать свободный выбор в отношении своей жизни и иметь средства для его осуществления без угрозы необоснованного наказания или драконовских социальных санкций».
Аджемоглу и Робинсон рассматривают древние примеры политических реформ от Афин до государства сапотеков и обнаруживают крупнейший непосредственный источник свободы в раннем Средневековье. В «Узком коридоре» рассматривается множество других случаев государственного строительства в истории, от Индии и Африки до Скандинавии. Книга также опирается на целый ряд работ, посвященных изучению взаимосвязей между обществом, государственными институтами и экономическим ростом.
Авторы считают, что их представление о свободе контрастирует со многими другими моделями. Завершение холодной войны способствовало возникновению идеи геополитического «конца истории», в котором государства сойдутся на либерально-демократической модели. Это представление не дало точного прогноза последующих событий. Не оправдались и послевоенные теории модернизации, представлявшие стандартный путь к демократическому процветанию для развивающегося мира.
Актуальная политика породила множество дискуссий о будущем управления и демократии. В этом ключе, по словам Аджемоглу, книга «Узкий коридор» — это обращение к прошлому, призванное осветить настоящее.
Как пройти ведущим к свободе узким коридором, зажатым между деспотизмом и анархией? И почему этот коридор столь узок? Именно на эти вопросы попробовали ответить в своей книге авторы.